# Menodórosz
Menodórosz (1. század) görög szobrász
Athénben élt és alkotott. Pauszaniasz Periégétész említi egy Erósz-szobrát, amelyet Praxitelész nyomán készített. A munka nem maradt fenn, római másolatai sem ismeretesek.[forrás?]